# جان برجرز
جان برجرز (بالهولندية: Jan Burgers)‏ (و. 1895 – 1981 م) هو فيزيائي، وأستاذ جامعي من مملكة الأراضي المنخفضة. ولد في أرنهيم .
وكان عضواً في الأكاديمية الملكية الهولندية للفنون والعلوم، والأكاديمية الأمريكية للفنون والعلوم .
توفي في واشنطن العاصمة ، عن عمر يناهز 86 عاماً.

## التعليم
تعلم في جامعة ليدن

## جوائز
حصل على جوائز منها:
- جائزة أوتو لابورت [الإنجليزية]‏ (1974)
- ميدالية الجمعية الأمريكية للمهندسين الميكانيكيين.